# Commission africaine de l'énergie atomique
La Commission africaine de l'énergie atomique (CAEN) est l'organe créé afin de contrôler le respect des engagements des États parties au Traité instaurant une zone exempte d'armes nucléaires en Afrique, qui est aussi connu sous le nom de Traité de Pelindaba (signé au Caire le 11 avril 1996).
La Commission sera formellement mise en place une fois que le Traité entrera en vigueur, c'est-à-dire une fois que 28 États africains auront ratifié le texte (alors qu'il n'y en a que 25 à ce jour).
Selon l'article XII du Traité, la CAEN sera, entre autres, chargée :
- de réunir des conférences des États parties ;
- d'examiner l'application des garanties de l'Agence internationale de l'énergie atomique aux activités nucléaires pacifiques ;
- d'engager les procédures de plainte qu'un État partie pourrait formuler à l'encontre d'un autre État partie qu'il soupçonne de ne pas respecter ses engagements ;
- d'encourager les programmes régionaux de coopération dans le domaine du nucléaire civil et de promouvoir la coopération avec des pays extérieurs à la zone.

## Note
1. ↑  L'acronyme anglophone de la Commission est ACNE, pour African Commission on Nuclear Energy.